# Karl Berckmüller
Karl Berckmüller (* 10. Oktober 1895 in Karlsruhe; † 16. August 1961 ebenda) war ein deutscher Politiker (NSDAP) und leitender Gestapobeamter. Zur Zeit des Nationalsozialismus war er der erste Leiter des Geheimen Staatspolizeiamtes Karlsruhe und von 1937 bis 1945 Bürgermeister von Villingen.

## Herkunft, Schulzeit, Erster Weltkrieg und Fabrikleiter
Karl Berckmüller war der Sohn des Fabrikanten Karl Joseph Anton Berckmüller und dessen Ehefrau Maria Karolina Josephina, geborene Völker. Er hatte zwei jüngere Geschwister. Nach der Volksschule besuchte er ab 1905 das Gymnasium, konnte jedoch kriegsbedingt seine Schulzeit nicht ordnungsgemäß beenden. Das Abitur wurde ihm im Dezember 1914 zuerkannt. Anfang August 1914 meldete er sich nach Ausbruch des Ersten Weltkrieges als Kriegsfreiwilliger zum Kriegsdienst beim Deutschen Heer. Er war bei einem badischen Infanterieregiment eingesetzt und erreichte bei Kriegsende den Rang eines Oberleutnants. Nach dem Tod seines Vaters leitete er ab 1919 zehn Jahre lang die Metallwarenfabrik seiner Eltern und heiratete im Dezember 1920 Gertrude Elisabeth, geborene Röhnich. Er wurde Vater von vier Kindern, davon zwei außereheliche. Ab Frühjahr 1920 gehörte er für etwa ein halbes Jahr der Karlsruher Hebel-Loge No. 6 des Bundes der Odd Fellows an. Er trat wieder aus, da dort auch Juden Mitglied werden konnten.

## Politische Betätigung
Rechtsnational eingestellt trat er mit weiteren NS-Anhängern 1924 dem badischen Schlageterbund bei, dessen stellvertretender Leiter er zeitweise war. Er wurde Weggefährte und Freund des späteren badischen Gauleiters Robert Wagner, den er für drei Jahre in seinem Haus beherbergte. Zum 26. Januar 1926 trat er der NSDAP (Mitgliedsnummer 29.365) und im selben Jahr der SA bei, der er bis Ende 1933 angehörte. Bei der Führer-Verlag GmbH in Karlsruhe erhielt er 1929 eine Anstellung und war von 1931 bis 1933 Kreispressewart bei der nationalsozialistischen Zeitung Der Alemanne, wo er zuletzt die Verlagsleitung übernahm.

## Erster Leiter des Geheimen Staatspolizeiamtes Karlsruhe
Nach der Machtergreifung der Nationalsozialisten misshandelten er und weitere Nationalsozialisten einen jüdischen Zahnarzt, unter dem Vorwurf eines angeblich begangenen Sittlichkeitsvergehens. Anfang Oktober 1933 übertrug ihm Gauleiter Robert Wagner  die Leitung des Geheimen Staatspolizeiamtes Karlsruhe als Regierungsrat. Als Leiter der Gestapo unterstand er anfangs direkt dem badischen Innenminister Karl Pflaumer und konnte relativ eigenmächtig agieren. Berckmüller tat sich insbesondere durch die rigorose Verfolgung von Kommunisten, Juden und Katholiken hervor. Er konnte Personen eigenmächtig bis zu acht Tage in Schutzhaft nehmen, bis das badische Innenministerium über deren weiteres Schicksal entschied. Auch sein Vetter, der NS-Gegner Emil Henk, wurde mehrfach durch die badische Gestapo festgenommen. Katholische Geistliche ließ er überwachen und verfolgen, so auch den Erzbischof Conrad Gröber. Berckmüller war Antisemit, hetzte gegen angebliche „Rassenschänder“ und tat sich durch antijüdische Maßnahmen hervor. Den Hauptschriftleiter des antisemitischen Hetzblattes Der Stürmer, Ernst Hiemer, informierte er über Ermittlungen gegen Juden zur propagandistischen Ausschlachtung in der Zeitschrift. In diesem Zusammenhang traf er auch öfters den Herausgeber des Stürmers, Julius Streicher, in den Redaktionsräumen.
Im Zuge der Zentralisierung der Polizei geriet Berckmüller, der Mitte 1934 auf Wunsch Heinrich Himmlers im Rang eines SS-Obersturmführers der SS (SS-Nr. 139.455) beigetreten war, zunehmend in Kompetenzstreitigkeiten mit dem SD der SS. Die SS erzwang schließlich ein Ehrengerichtsverfahren gegen ihn und schloss ihn im Februar 1937 der SS aus. Kurz darauf gab er auf Druck des Chefs der Sicherheitspolizei Reinhard Heydrich sein Amt als Leiter der Gestapo auf.

## Bürgermeisteramt und Zweiter Weltkrieg
Ab März 1937 leitete er wenige Monate das staatliche Hafenamt Mannheim. Im Oktober 1937 wurde er Bürgermeister von Villingen und bekleidete dieses Amt bis zum Kriegsende im Mai 1945. Seine Amtsgeschäfte blieben während des Zweiten Weltkrieges auf die notwendigsten Angelegenheiten beschränkt, das Tagesgeschäft wurde von seinem Stellvertreter wahrgenommen. Berckmüller war nämlich von Anfang April 1940 bis Mai 1945 im Rang eines Hauptmanns als Kompaniechef bei der Luftwaffe zumeist auf Fliegerhorsten in Bayern eingesetzt. Spätere Einsatzorte waren Griechenland, Frankreich und Italien.

## Nachkriegszeit
Nach Kriegsende konnte er zunächst untertauchen, wurde aber am 9. November 1945 verhaftet und interniert. Berckmüller konnte mehrfach aus der Internierung entweichen, wurde jedoch immer wieder aufgegriffen. Nach einem Spruchkammerverfahren wurde er im April 1949 in Baden zunächst als Hauptbelasteter und nach einer Berufungsverhandlung im Dezember 1950 als Belasteter entnazifiziert. Berckmüller war am 13. Juni 1950 wieder verhaftet worden, nachdem er über zwei Jahre unter falschem Namen im Verborgenen gelebt hatte, und kam wegen der 1933 erfolgten Misshandlung des jüdischen Zahnarztes in Untersuchungshaft. Wegen Verbrechen gegen die Menschlichkeit wurde er durch das Landgericht Freiburg im Breisgau am 27. November 1950 zu 15 Monaten Freiheitsstrafe verurteilt, die Strafe wurde Anfang Juni 1951 zur Bewährung ausgesetzt und Berckmüller entlassen. Er fand schließlich eine Anstellung bei einer Baufachfirma in Reutlingen. Seine Eingaben zur Rücknahme des Spruchkammerurteils und Umgruppierung in die Kategorie Minderbelasteter blieben erfolglos. Jedoch wurde ihm 1958 die Zeit im Bürgermeisteramt auf seine Rentenanwartschaft angerechnet. Als Rentner starb Berckmüller am 27. Juli 1961 in seiner Heimatstadt.